# Maria Trabucco
Maria Trabucco (Leivi, 2 agosto 1949 – Zoagli, 15 giugno 2025) è stata un mezzosoprano e contralto italiano.

## Biografia
Nata a Leivi in provincia di Genova, sorella del pianista Franco Trabucco e del violinista Mario Trabucco, ha compiuto gli studi musicali presso il Conservatorio Niccolò Paganini di Genova, diplomandosi in pianoforte e in canto lirico. Ha studiato canto sotto la guida del soprano Carla Castellani e pianoforte con Martha Del Vecchio.
Nel 1979 ha debuttato come solista in Suor Angelica di Giacomo Puccini al Teatro Fraschini di Pavia e in seguito ha svolto un'intensa attività operistica e concertistica, che l'ha portata a esibirsi al Teatro dell'Opera di Roma, al Teatro Regio di Parma, al Maggio Musicale Fiorentino, al Teatro Massimo di Palermo, oltre che in altre svariate città italiane ed europee quali Verona, Brescia, Torino, Genova, Montecarlo, Colonia e Stoccarda.
Ha effettuato registrazioni operistiche, liederistiche e sinfoniche per la Rai. 
Ha cantato per "Musica del Nostro Tempo" nell'opera "Solo" di Sandro Gorli con il Divertimento Ensemble: la prima esecuzione assoluta è stata trasmessa in diretta su Rai 3 e prodotta su CD da Ricordi. Sempre con il Divertimento Ensemble ha svolto tournée in Italia e all'estero, cantando musiche di Bruno Maderna, Sandro Gorli e Bussotti.
Dal 1982 ha insegnato canto lirico al conservatorio "Luigi Canepa" di Sassari, al conservatorio "Luca Marenzio" di Brescia, al conservatorio Giacomo Puccini di La Spezia e al conservatorio Niccolò Paganini di Genova.

## Premi e riconoscimenti
- 1979 - Vincitrice del Concorso As.Li.Co. (Associazione Lirica e Concertistica italiana)

## Repertorio
| Repertorio operistico |                               |             |
| Ruolo                 | Titolo                        | Autore      |
| La nutrice            | The Rape of Lucretia          | Britten     |
| Merlina               | L'impresario in angustie      | Cimarosa    |
| Astradiva             | Mare nostro                   | Ferrero     |
| Lena                  | Il filosofo di campagna       | Galuppi     |
| Giulio Cesare         | Giulio Cesare                 | Händel      |
| La maga Schiavona     | Sogno d'un tramonto d'autunno | Malipiero   |
| Lucia                 | Cavalleria rusticana          | Mascagni    |
| Venere                | Il ballo delle ingrate        | Monteverdi  |
| Giacinta              | La finta semplice             | Mozart      |
| Marcellina            | Le nozze di Figaro            | Mozart      |
| Giunone               | Orfeo all'inferno             | Offenbach   |
| La madre di Antonia   | I racconti di Hoffmann        | Offenbach   |
| Mamma Rosa            | L'acqua cheta                 | Pietri      |
| Zia Principessa       | Suor Angelica                 | Puccini     |
| Suzuki                | Madama Butterfly              | Puccini     |
| La maga               | Didone ed Enea                | Purcell     |
| La madre              | Mavra                         | Stravinskij |
| Maddalena             | Rigoletto                     | Verdi       |
| Nerillo               | Damira placata                | Ziani       |